# Vincent Lopez
Vincent Lopez (Brooklyn, 30 december 1895 - Miami Beach, 20 september 1975) was een Amerikaanse jazzpianist en orkestleider.

## Biografie
Vincent Lopez werd geboren als zoon van Portugese immigranten. Hij bezocht enkele jaren een priesterseminarie, maar beëindigde deze opleiding om een muziekcarrière na te streven. Hij leidde omstreeks 1917 een eigen dansband, waarmee hij speelde in New York. Aanvankelijk volgde hij de toentertijd gebruikelijke praktijk om met verschillende formaties op te treden, zoals onder Vincent Lopez' Red Caps, Vincent Lopez' Cadets en Vincent Lopez' Debutants. Hij probeerde ook het orkest van Guy Lombardo vanuit Canada als Lopez-orkest naar New York te halen.
Vanaf 1921 werden zijn optredens ook uitgezonden op de radio, het toentertijd nieuwe medium voor amusement. Lopez was een van de pioniers, die de radio optimaal benutten, waardoor het orkest van Lopez spoedig tot een van de populairste bands werden in de regio New York en spoedig in de hele Verenigde Staten. Dit succes duurde tot in de jaren 1940.
Lopez begon zijn radioprogramma vanuit het Pennsylvania Hotel met de begroeting 'Lopez speaking!' en zijn herkenningsmelodie was de song Nola, Felix Arndts Novelty ragtime-nummer uit 1915, waarmee Lopez zo zeer werd geïdentificeerd, dat hij later nu en dan daarover de spot dreef. Zo kwam in de korte muziekfilm, die Vincent Lopez and his Orchestra produceerden voor Vitaphon, de song voor met de regel 'Down with Nola'. Lopez rivaliseerde met Paul Whiteman en George Olsen voor de beste muzikant van de stad New York. Toen Whiteman begin 1924 zijn groots aangekondigde George Gershwin-concert Rhapsody in Blue hield in de Aeolian Hall, beantwoordde Lopez dit in hetzelfde jaar met een symfonisch concert in de New Yorkse Metropolitan Opera.
In 1924 ging Lopez met zijn orkest op een Europese tournee. In Londen traden ze op in het Capitol Theatre, de Kit Kat Club en het Hippodrome. Eind 1925 opende hij de Supper Club Casa Lopez, die hij tot maart 1928 hield. Door een brand verloor hij echter veel geld in dit project.
Daarna had hij een vierjarige verbintenis in het St. Regis Hotel, Vervolgens ging hij naar Chicago, speelde hij in het Congress Hotel en tijdens de Wereldtentoonstelling. Hij keerde daarna terug in het St. Regis Hotel, maar bracht echter de opvolgende jaren meestal buiten New York door. Hij speelde onder andere ook in Miami, Los Angeles, Cincinnati, Cleveland en San Francisco. Lopez trad ook op in de muziekfilm The Big Broadcast (1932) en behoorde tot de eerste orkestleiders, die omstreeks 1940 met soundie's de korte muziekfilm bewerkten. In zijn bands speelden veel later bekende muzikanten, waaronder Vic Berton, Artie Shaw, Xavier Cugat, Jimmy Dorsey, Tommy Dorsey, Mike Mosiello en Glenn Miller. Tot zijn bandzangers behoorden onder andere Sunny Skylar, de Keller Sisters and Lynch, Betty Hutton en Marion Hutton. Lopez langjarige drummer was Mike Riley, die met de hit The Music Goes Round and Round succes had. Zijn arrangeurs waren onder andere John Carisi en Joe Mooney.
In 1940 trad Lopez op tijdens de Wereldtentoonstelling in New York. In 1941 had het Lopez-orkest een verbintenis in het Taft Hotel in Manhattan, die twintig jaar zou duren. Begin jaren 1950 had Lopez met de zangeres Gloria Parker het gezamenlijke radioprogramma Shake the Maracas, dat werd uitgezonden vanuit het Taft Hotel. Midden jaren 1960 moest Lopez uit gezondheidsredenen de bigband opgeven. Hij werkte nog kortstondig verder met een kleiner ensemble. 
Vincent Lopez nam met zijn orkest talrijke platen op voor Paramount Records, Okeh Records, Brunswick Records, The Hit of the Day en Bluebird Records. Van Gloria Parker zijn zijn succesnummers Early In The Morning, Here Comes That Mood, In Santiago by the Sea, I Learned To Rumba, My Dream Christmas, Shake The Maracas en When Our Country Was Born afkomstig, die Lopez opnam voor Columbia Records.
Lopez extravagante pianostijl beïnvloedde later muzikanten als Eddy Duchin en Liberace.

## Overlijden
Vincent Lopez overleed in september 1975 op 79-jarige leeftijd. Hij werd vereeuwigd met een ster op de Hollywood Walk of Fame.
- Gemeinsame Normdatei: 120226039X
- International Standard Name Identifier: 0000 0000 8028 7937
- Library of Congress Control Number: n82020540
- MusicBrainz: 7b304aeb-f76e-4c7b-922f-46d8aa2ac1ca
- Bibliotheek van het Japanse parlement: 00552011
- SNAC: w6d22r5b
- Virtual International Authority File: 25941655
- WorldCat: E39PBJg8HBGqm3x46h7HPHWRrq